# Vetenskapsåret 2021

## Händelser
Planerade händelser:
- 11 februari - Internationella dagen för kvinnor och flickor inom vetenskap, som instiftades av FN december 2015, firas för femte året.[1]

### Astronomiochrymdfart
- 18 februari: NASA:s Perseverance (rover) landar på planeten Mars
- 19 april: Helikoptern Ingenuity flyger för första gången på planeten Mars